# Karl Gottlob Kühn

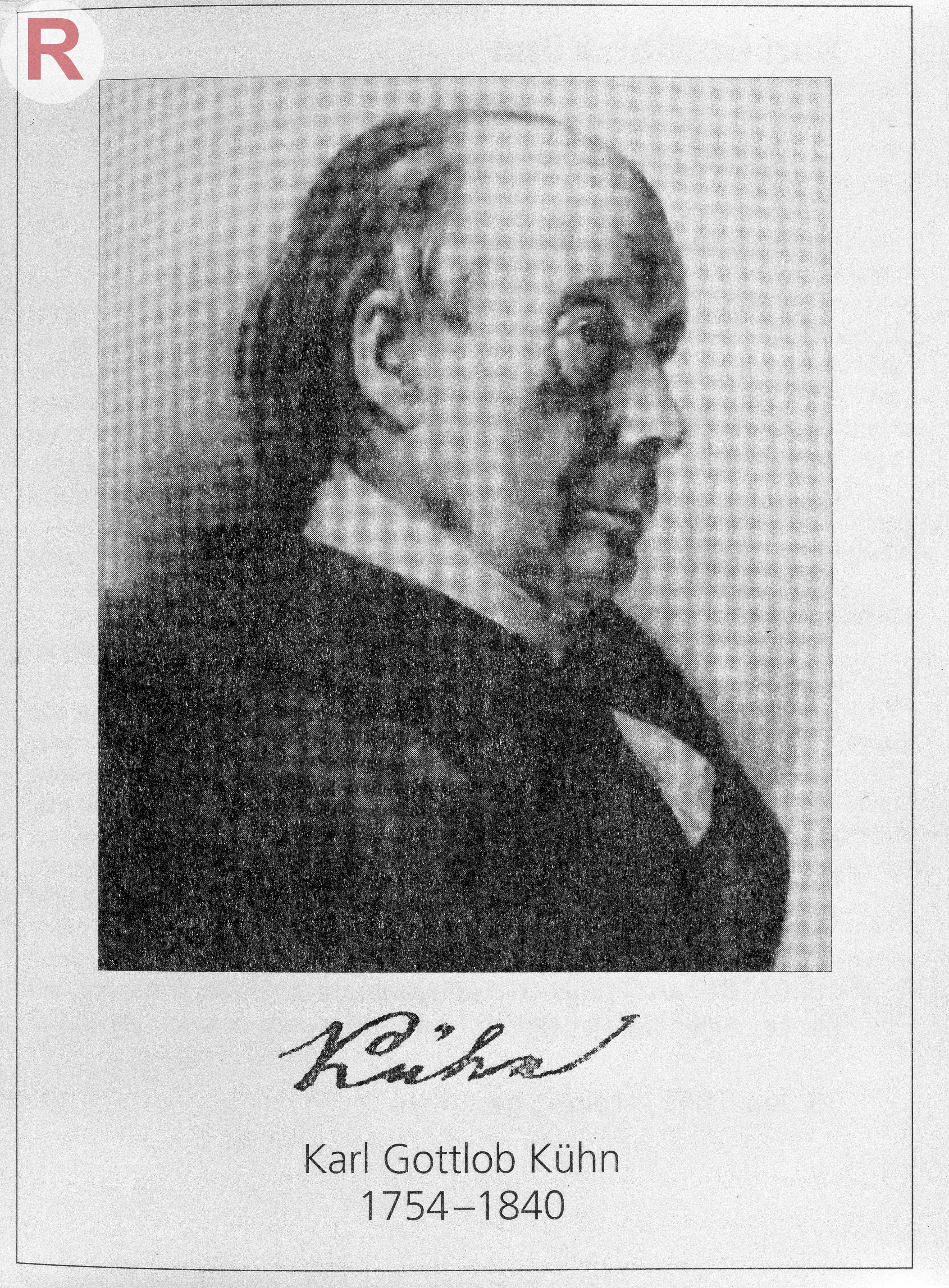

Karl Gottlob Kühn (auch: Carl Gottlob Kühn; * 12. Juli 1754 in Spergau bei Merseburg; † 19. Juni 1840 in Leipzig) war ein deutscher Mediziner und Medizinhistoriker, der eine 20-bändige griechisch-lateinische Gesamtausgabe der Werke von Galenos geschaffen hat.

## Leben
Nach dem Schulbesuch in Merseburg und Grimma studierte Kühn Altphilologie und Medizin an der Universität Leipzig. In Leipzig wurde er 1801 ordentlicher Professor der Medizin und 1812 erster Inhaber des neugeschaffenen Lehrstuhls für Chirurgie.
Kühn war von 1820 bis 1840 Ordinarius für Physiologie und Pathologie. Er war in den Jahren 1805 bis 1806, 1809 bis 1810 und von 1813 bis 1814 Rektor der Universität Leipzig. Seit 1803 war Kühn Mitglied und ab 1811 Präses der Leipziger Gelehrtengesellschaft Societas Jablonoviana. 1830 wurde er zum auswärtigen Mitglied der Göttinger Akademie der Wissenschaften gewählt. 1833 wurde er Ehrenbürger der Stadt Leipzig. 
Kühns wissenschaftliche Hauptverdienste liegen im Bereich der antiken Medizingeschichte. Besonders hervorzuheben ist seine Arbeit als Herausgeber und Übersetzer der Werke des Galenos von Pergamon. Von 1821 bis 1833 edierte er diese letztmals und vollständig (Opera omnia).
Sein Sohn ist der Chemiker Otto Bernhard Kühn.

## Schriften
- Geschichte der medizinischen und physikalischen Elektricität und der neuesten Versuche, die in dieser nüzlichen Wissenschaft gemacht worden sind. Weygand, Leipzig 1783.
- mit Pierre Bertholon: Anwendung und Wircksamkeit der Electrizität zur Erhaltung und Wiederheilung der Gesundheit des menschlichen Körpers. Weissenfels 1788.
- mit Johann Adam Kulmus: Johann Adam Kulmus anatomische Tabellen für Lehrlinge der Anatomie. Fritsch, Leipzig 1789.
- mit Johan Rudolph Deiman: Von den guten Würkungen der Elektricität in verschiedenen Krankheiten// aus dem holländischen. Mit einigen Anmerkungen und Zusätzen. C.G. Proft, Sohn und Compagnie, Kopenhagen 1793.
- mit Konrad Anton Zwierlein: Taschenbuch für Brunnen und Badegaeste, 1794. Fried. Aug. Leo, Leipzig [1794].
- Die neuesten Entdeckungen in der physikalischen und medizinischen Elektrizität / 1. Leipzig 1796.
- mit Richard Pulteney: D.Richard Pulteney's Geschichte der Botanik bis auf die neueren Zeiten, mit besondrer Rücksicht auf England. Für Kenner und Dilettanten. Weygandsche Buchhandlung, Leipzig 1798.
- M. de Loys: Chronologische Geschichte der Naturlehre bis auf unsere Zeiten. Für Forscher und Freunde. Aus dem Französischen. Hrsg. von Karl Gottlob Kühn. Weygandsche Buchhandlung, Leipzig 1798–1799.
- mit Edward Moore Noble: Ueber die Augenentzündung und ihre Nachkrankheiten. Wilhelm Rein, Leipzig 1802.
- mit Johann Adam Kulmus: Anatomische Tabellen. Umgearb. und mit 27 neuen Kupfertafeln versehen von Karl Gottlob Kühn. Neue wohlfeilere Aufl. Hahn, Leipzig 1814.
- als Hrsg.: Medicorum Graecorum Operae quae exstant. 20 Bände. C. Cnoblochius Leipzig 1821–1833, enthaltend vor allem:
  - Claudii Galeni opera omnia. Digitalisate: BIUM; archive.org; Bayerische Staatsbibliothek Band I 1821, II 1821, III 1822, IV 1822, V 1823, VI 1823, VII 1824, VIII 1824, IX 1825, X 1825, XI 1826, XII 1826, XIII 1827, XIV 1827, XV 1828, XVI 1829, XVII/1 1828, XVII/2 1829, XVIII/1 1829, XVIII/2 1830, XIX 1830, XX  (Index) 1833. Nachdruck (mit einem Nachwort von Konrad Schubring) Olms, Hildesheim 1965.
  - Magni Hippocratis opera omnia. 3 Bände. Leipzig 1827 (= Medicorum Graecorum operae quae extant. Band 21–23).
- als Hrsg.: Pedanius Dioscurides Anazarbeus. 2 Bände. Leipzig 1829–1830.